# Agostinho de Cantuária
Agostinho de Cantuária (Roma, primeiro terço do século VI –  Cantuária, provavelmente em 26 de maio de 604) foi um monge beneditino que se tornou o primeiro arcebispo de Cantuária em 597. É considerado o "Apóstolo dos ingleses" e o fundador da Igreja da Inglaterra. Agostinho era prior de um mosteiro em Roma quando, em 595, foi convocado pelo papa Gregório I para liderar uma missão à Britânia com o intuito de converter o rei Etelberto e seus súditos no Reino de Câncio, que eram fiéis ao paganismo anglo-saxônico. A escolha de Câncio como alvo da missão deveu-se ao casamento de Etelberto com uma princesa cristã, Berta, filha do rei dos francos Cariberto I, do qual Gregório esperava tirar o máximo de vantagem. Antes da chegada a Câncio, os missionários ameaçaram desistir, mas Gregório urgiu-os a continuar e o grupo finalmente desembarcou, em 597, na ilha de Thanet e de lá partiu para a capital, Cantuária.
O rei se converteu ao cristianismo e permitiu que os missionários pregassem livremente, oferecendo-lhes terras para a fundação de um mosteiro fora das muralhas da cidade. Agostinho foi consagrado bispo e promoveu o batismo da população, incluindo um coletivo que reuniu milhares de pessoas no Natal de 597. Diante do sucesso da missão, o papa enviou mais missionários em 601, juntamente com cartas e ofertas para garantir a consolidação da Igreja, mesmo após as tentativas da missão de submeter os bispos celtas locais à autoridade de Agostinho não terem sido bem sucedidas. Os bispos romanos se estabeleceram em Londres e em Rochester em 604, local onde foi fundada uma escola para preparar sacerdotes e missionários anglo-saxões. Agostinho nomeou para sucessor Lourenço de Cantuária antes da sua morte, que terá ocorrido provavelmente em 604, após a qual passou a ser venerado como santo.

## Contexto da missão
Após a retirada das legiões romanas da província da Britânia, em 410, o povo da região foi deixado à própria sorte para se defender dos ataques dos invasores saxões. Antes da retirada, os britânicos já haviam se convertido ao cristianismo e o asceta Pelágio era nativo da região. A província também havia enviado três bispos ao Concílio de Arles de 314 e um bispo gaulês esteve na ilha em 396 para ajudar a resolver questões disciplinares. Restos materiais testificam uma crescente presença cristã pelo menos até o ano de 360. Após a retirada das legiões, tribos pagãs se assentaram na região meridional da ilha enquanto que a região ocidental, britânica, permaneceu cristã. Esta Igreja Britânica se desenvolveu então isolada de Roma, sob a influência de missionários da Irlanda, e se centrava nos mosteiros e não nas sés episcopais. Outras características peculiares eram o cálculo utilizado para determinar a data da Páscoa e o estilo de tonsura de que os clérigos se utilizavam. Evidências da sobrevivência do cristianismo na parte oriental da Britânia durante este período incluem o primitivo culto de Santo Albano e ocorrências da palavra ecoles em topônimos, derivada do latim ecclesia ("igreja"). Não há evidências de que estes cristãos nativos tenham tentado converter os invasores anglo-saxões e estes, por sua vez, destruíram grande parte do que restava da civilização romana nas regiões em que se fixaram, incluindo as estruturas econômicas e religiosas.
Foi neste contexto que o papa Gregório I decidiu enviar uma missão, geralmente chamada de "Missão Gregoriana", para converter os anglo-saxões ao cristianismo em 595. O Reino de Câncio era então governado pelo rei Etelberto (Æthelberht), que se casara antes de 588 (ou antes de 560) com uma princesa cristã chamada Berta. Ela era filha de Cariberto I, um dos reis merovíngios dos francos. Como condição para o casamento, ela levou consigo um bispo chamado Leotardo para Câncio. Juntos em Cantuária, eles restauraram uma igreja dos tempos romanos – possivelmente a atual Igreja de São Martinho. Etelberto era um pagão nessa época, mas permitiu à esposa a liberdade de culto. Um biógrafo de Berta afirma que, sob a influência dela, Etelberto pediu ao papa Gregório que enviasse os missionários.  O historiador Ian Wood acrescenta que a iniciativa partiu também da corte de Câncio, além da própria rainha, enquanto que outros historiadores acreditam que foi de Gregório a iniciativa, embora suas razões permaneçam pouco claras. Beda, um monge do século VIII que escreveu a história da Igreja da Inglaterra, relata uma famosa história na qual Gregório teria visto escravos anglo-saxões de cabelos claros num mercado romano e decidiu converter este povo à fé cristã[a].  Temas de ordem mais prática, como a aquisição de novas províncias que reconhecessem a primazia papal e o desejo de influenciar o poder emergente do Reino de Câncio, governado por Etelberto, provavelmente influenciaram a decisão. A missão pode ter sido também uma derivação dos esforços missionários contra os lombardos arianos.
Além da liberdade de culto concedida à esposa por Etelberto, a escolha de Câncio foi provavelmente influenciada por uma série de outros fatores. Câncio era o poder dominante no sudeste britânico e, desde a queda do rei Ceaulino da Saxônia Ocidental em 592, Etelberto era o principal líder anglo-saxônico; Beda afirma que ele tinha o imperium (poder senhorial – suserania) ao sul do Humber. O comércio entre os francos e o reino de Etelberto já estava bem consolidado e a barreira linguística entre as duas regiões era, aparentemente, um obstáculo menor, pois intérpretes da missão eram de origem franca. Por fim, a proximidade de Câncio em relação aos francos possibilitou o apoio dos cristãos da região. Há alguma evidência, incluindo as cartas de Gregório aos reis francos solicitando apoio para a missão, de que os francos acreditavam ter direitos de suserania sobre alguns dos reinos meridionais britânicos nessa época. A influência franca não era meramente política, pois achados arqueológicos confirmam uma influência cultural também.
Em 595, Gregório escolheu Agostinho, que era então o prior da Abadia de Santo André em Roma, para liderar a missão a Câncio. O papa selecionou monges para acompanhá-lo e buscou apoio da realeza e do clero francos numa série de epístolas, muitas das quais estão preservadas em Roma. Ele escreveu ao rei Teodorico II da Borgonha, ao rei Teodeberto II da Austrásia e também para a avó de ambos, Brunilda, buscando ajuda. Gregório agradeceu ao rei Clotário II da Nêustria por ajudar Agostinho. Além de hospitalidade, os reis e bispos francos providenciaram intérpretes e sacerdotes para acompanhar a missão. Ao solicitar ajuda dos francos, Gregório assegurou uma recepção amigável para Agostinho em Câncio, pois Etelberto não iria maltratar uma missão que tinha um claro apoio do povo e dos parentes de sua rainha. Além disso, os francos apreciaram a chance de participar de uma missão que ampliaria sua influência em Câncio, principalmente Clotário, que precisava de um reino amigável do outro lado do Canal para ajudá-lo a vigiar o flanco de seu reino contra ameaças dos demais reinos francos.
As fontes não mencionam o motivo pelo qual Gregório escolheu um monge para liderar esta missão. Ele escreveu uma vez para Etelberto elogiando o conhecimento bíblico de Agostinho, o que prova que o escolhido era um erudito.  Outras qualificações suas incluíam a capacidade administrativa de Agostinho, pois Gregório era, além de papa, o abade de Santo André e deixava toda a operação diária da abadia nas mãos de Agostinho, o prior.

## Chegada e primeiras conquistas

Mapa da região por volta do ano 600.

Quando partiu de Roma, Agostinho estava acompanhado de Lourenço de Cantuária, que seria seu sucessor no arcebispado, e de um grupo de 40 companheiros, alguns dos quais eram monges. Logo após terem deixado a cidade, os missionários interromperam a viagem, assustados com a magnitude do desafio que lhes fora dado, e enviaram Agostinho de volta a Roma para conseguir uma autorização para retornarem. Gregório recusou o pedido e enviou Agostinho de volta com cartas de encorajamento aos missionários, urgindo-os a perseverarem. Em 597, Agostinho e seus companheiros finalmente desembarcaram em Câncio e conseguiram algumas vitórias imediatamente: Etelberto permitiu que os missionários se assentassem e pregassem em sua capital, Cantuária, e que se utilizassem da Igreja de São Martinho para os serviços litúrgicos. No início da Idade Média, conversões em massa requeriam a conversão do governante primeiro e Agostinho já apareceu realizando-as no primeiro ano de sua chegada em Câncio. Porém, nem Beda e nem Gregório mencionam a data da conversão de Etelberto, que, por conta dos batismos em massa, deve ter ocorrido provavelmente em 597.[b] Além disso, Gregório, já em 601, estava escrevendo para o casal real chamando o rei de "seu filho" e mencionando seu batismo.[c] Uma tradição posterior, relatada pelo cronista do século XV Thomas Elmham, fornece uma data para a conversão do rei como sendo o Pentecostes, ou 2 de junho, de 597 e não há razão para duvidar dela, embora não exista também nenhuma outra evidência que a suporte. Contra a hipótese da conversão em 597 há uma carta de Gregório ao patriarca Eulógio de Alexandria, de junho de 598, que menciona diversas pessoas convertidas por Agostinho, mas não o rei. Porém, é certo que o rei já havia se convertido em 601 e que o evento provavelmente ocorreu em Cantuária.
Agostinho fundou sua sé episcopal em Cantuária, mas não é claro onde ele foi consagrado bispo. Beda, escrevendo um século depois, afirma que ele foi consagrado pelo arcebispo franco Etério (Ætherius) de Arles após a conversão de Etelberto. Cartas do papa Gregório, porém, já se referem a Agostinho como bispo antes de sua chegada à Inglaterra. Uma delas, de setembro de 597, chama Agostinho de bispo e outra, de dez meses depois, afirma que Agostinho fora consagrado por ordens de Gregório por bispos das terras germânicas. O historiador R.A. Markus discute as várias teorias de quando e onde Agostinho teria sido consagrado e sugere que o evento teria ocorrido antes da chegada à Inglaterra, mas conclui afirmando que as evidências atuais não permitem decidir exatamente onde isso teria ocorrido.
Logo após a sua chegada, Agostinho fundou um mosteiro em homenagem aos santos Pedro e Paulo, que, após sua morte, seria rebatizado em sua homenagem, nas terras doadas pelo rei à missão. A fundação tem sido reivindicada como sendo a primeira de uma abadia beneditina fora da Itália e também como o marco da introdução da Regra de São Bento na Inglaterra, apesar de não haver evidências de que a abadia sequer seguia esta regra quando foi fundada. Na carta de Gregório ao patriarca de Alexandria, em 598, ele alegou que mais de 10 000 cristãos já haviam sido batizados, um número que pode ser um exagero, mas não há evidências para duvidar de que as conversões em massa tenham de fato se realizado. Porém, provavelmente já existiam cristãos em Câncio antes da chegada de Agostinho, descendentes dos cristãos da Britânia, mas poucas evidências literárias sobre eles sobreviveram. Um outro efeito da conversão do rei pela missão de Agostinho foi que a influência dos francos sobre os reinos meridionais da Britânia diminuiu.
Após estas conversões, Agostinho mandou Lourenço até Roma com um relatório de seu sucesso juntamente com questões sobre a missão. Beda preservou a carta e as respostas de Gregório no capítulo 27 de sua História Eclesiástica do Povo Inglês, que ficou conhecida como Libellus responsionum Agostinho pediu conselhos a Gregório sobre diversos assuntos, incluindo como organizar a igreja, a punição para os ladrões de igrejas, um guia sobre quem era permitido casar com quem e sobre a consagração de bispos. Outros tópicos foram a relação entre as igrejas da Britânia e da Gália, nascimentos e batismos e em que situações seria legal uma pessoa receber a comunhão e um padre celebrar a missa.
Outros missionários foram enviados de Roma em 601 e chegaram a Câncio trazendo o pálio de Agostinho e presentes - vasilhames sagrados, vestes, relíquias e livros.[d] O pálio era o símbolo do status de bispo metropolitano e significava que Agostinho era agora um arcebispo inequivocamente associado com a Santa Sé. Juntamente com o pálio, uma carta de Gregório endereçada ao novo arcebispo pedia que ele ordenasse doze bispos sufragâneos tão logo quanto possível e que enviasse um bispo para Iorque. O plano de Gregório era que houvesse dois metropolitanos na região, um em Iorque e outro em Londres, com doze sufragâneos sob cada um. Como parte deste plano, o papa esperava que Agostinho transferisse sua sé de Cantuária para Londres, o que jamais foi feito e nenhuma fonte da época relata o motivo. O provável é que Londres não fosse na época parte dos domínios de Etelberto e sim do Reino de Essex, governado pelo sobrinho dele, Seberto (Saebert), que se converteria ao cristianismo apenas em 604. O historiador S. Brechter sugeriu que a sé metropolitana foi de fato mudada para Londres e que foi apenas com o abandono da cidade como sé episcopal, após a morte de Etelberto, que Cantuária se tornou a sé metropolitana. Porém, esta teoria contradiz a versão de Beda sobre os fatos.

## Outras obras

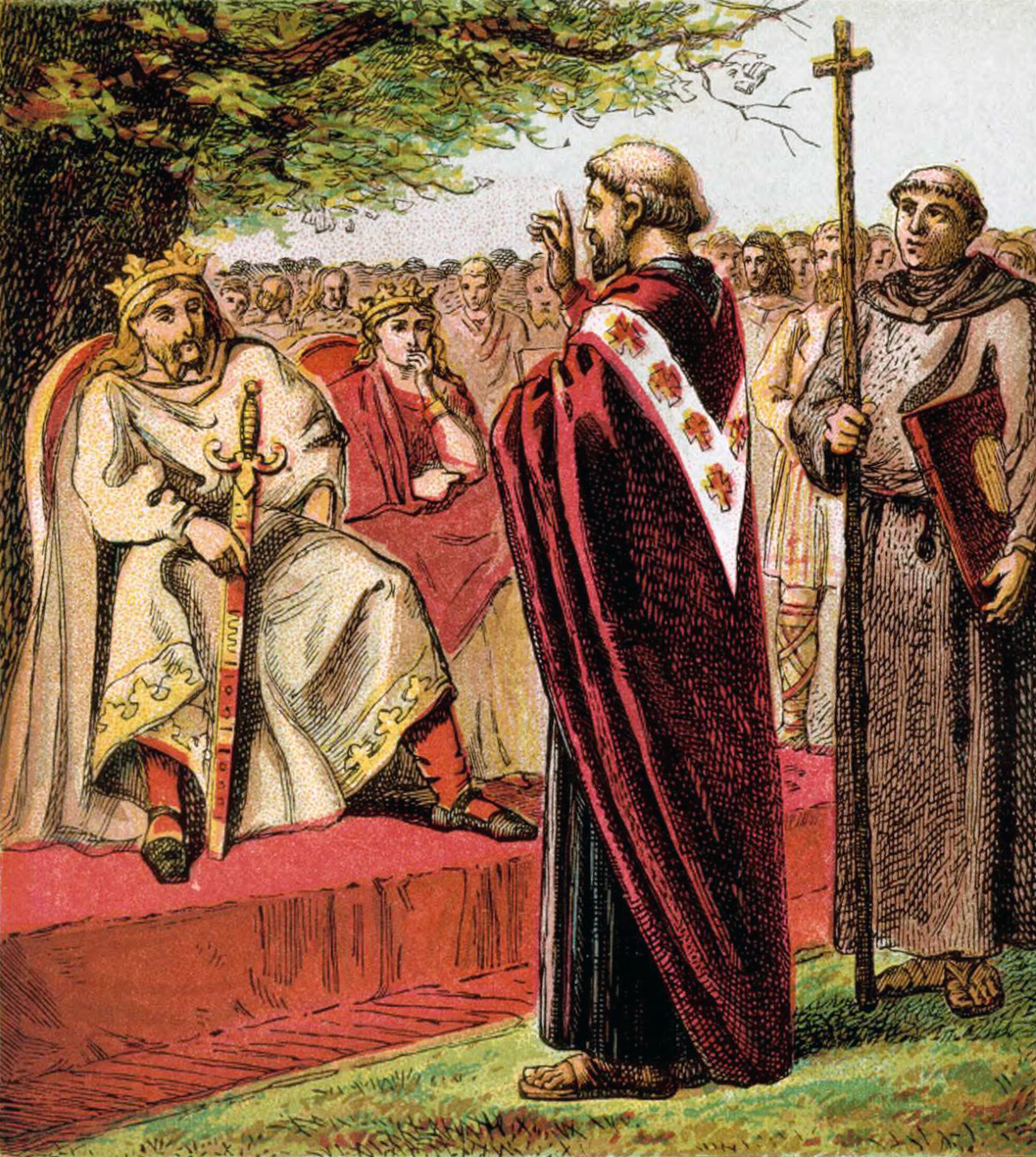
Agostinho e os anglo-saxões

Em 604, Agostinho fundou mais duas sés episcopais na Britânia. Dois missionários que chegaram em 601 foram consagrados, Melito como bispo de Londres e Justo como bispo de Rochester. Beda relata que Agostinho, com a ajuda do rei, "recuperou" uma igreja que havia sido construída pelos romanos em Cantuária.[e] Não é claro se Beda queria dizer que Agostinho reconstruiu a igreja ou se ele simplesmente reconsagrou um edifício que tinha sido utilizado para cultos pagãos. As evidências arqueológicas suportam esta última hipótese; em 1973, os restos de um edifício com corredores datando do período romano-britânico foi descoberto ao sul da atual Catedral de Cantuária. O historiador Ian Wood argumenta que a existência do Libelus indica um contato maior entre Agostinho e os cristãos nativos, pois os tópicos cobertos na obra não se restringem às conversões dos pagãos, mas também tratam das relações entre os diferentes estilos de cristianismo.
Agostinho não conseguiu estender sua autoridade sobre os cristãos em Gales e na Dumnônia, a oeste. Gregório decretou que estes cristãos deveriam se submeter a Agostinho e que seus bispos deveriam obedecer-lhe, aparentemente acreditando que mais da antiga organização governamental e eclesiástica teria sobrevivido na região do que era de fato o caso. De acordo com a narrativa de Beda, os britânicos nestas regiões viam Agostinho com cautela e suas suspeitas se reforçaram por causa de um erro de julgamento diplomático por parte de Agostinho. Em 603, Agostinho e Etelberto convocaram os bispos britânicos para um encontro. Os convidados se retiraram mais cedo para se reunir com seu povo, que, segundo Beda, os aconselhou a julgar Agostinho baseado no respeito que ele demonstrasse para com eles no próximo encontro. Quando Agostinho não se levantou para receber os bispos britânicos que chegaram, eles se recusaram a reconhecê-lo como arcebispo. Havia, porém, profundas diferenças entre Agostinho e a Igreja Britânica que talvez tenham tido um papel mais importante no fracasso das negociações. Em disputa estavam o estilo da tonsura, a data da Páscoa e diferenças práticas nas abordagens de cada igreja em relação ao ascetismo, às atividades missionárias e na organização interna de cada uma das igrejas. Alguns historiadores acreditam que Agostinho não compreendia a história e as tradições da Igreja Britânica, o que deteriorou a relação com seus representantes. Além disso, havia dimensões políticas envolvidas, uma vez que os esforços de Agostinho eram patrocinados pelo rei de Câncio e, nesta época, Reinos da Saxônia Ocidental e Mércia estavam expandindo para o ocidente e invadindo áreas mantidas pelos britânicos.

## Conquistas adicionais

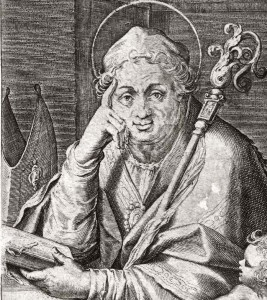
Santo Agostinho de Cantuária.

Mais simples de implementar foram os mandatos romanos sobre os templos pagãos e suas celebrações. Os primeiros deveriam ser consagrados para o uso cristão, enquanto que as festas, se possível, deveriam ser movidas para datas em que se celebravam mártires cristãos. Um dos locais de culto se revelou ser um santuário em homenagem a um santo local, "São Sixto", mas os fiéis não sabiam nada sobre a sua vida ou a sua morte. Ele pode ter sido um dos cristãos nativos, mas não foi tratado como tal, pois, quando Gregório foi informado, pediu que Agostinho acabasse com o culto e utilizasse o santuário para homenagear o santo romano São Sisto (Sixtus).
Gregório legislou também sobre o comportamento dos leigos e do clero. Ele colocou a missão diretamente sob a autoridade papal e deixou claro que os bispos ingleses não tinham autoridade alguma sobre seus contrapartes francos e vice-versa. Outras diretivas suas tratavam do treinamento a ser dado ao clero nativo e da conduta dos missionários.
A Escola Real de Cantuária reivindica Agostinho como seu fundador, o que faria dela a escola mais antiga continuamente em existência, mas o primeiro registro documental data do século XVI. Agostinho de fato fundou uma escola e, logo após a sua morte, Cantuária conseguiu enviar professores para apoiar a missão na Ânglia Oriental. Ele também recebeu livros litúrgicos do papa, de conteúdo desconhecido, mas que podem ter sido alguns dos novos missais escritos na época. Assim, a liturgia exata que Agostinho introduziu na Inglaterra permanece uma incógnita, mas é provável que tenha sido uma derivada da liturgia em latim que era utilizada em Roma.

## Morte e legado

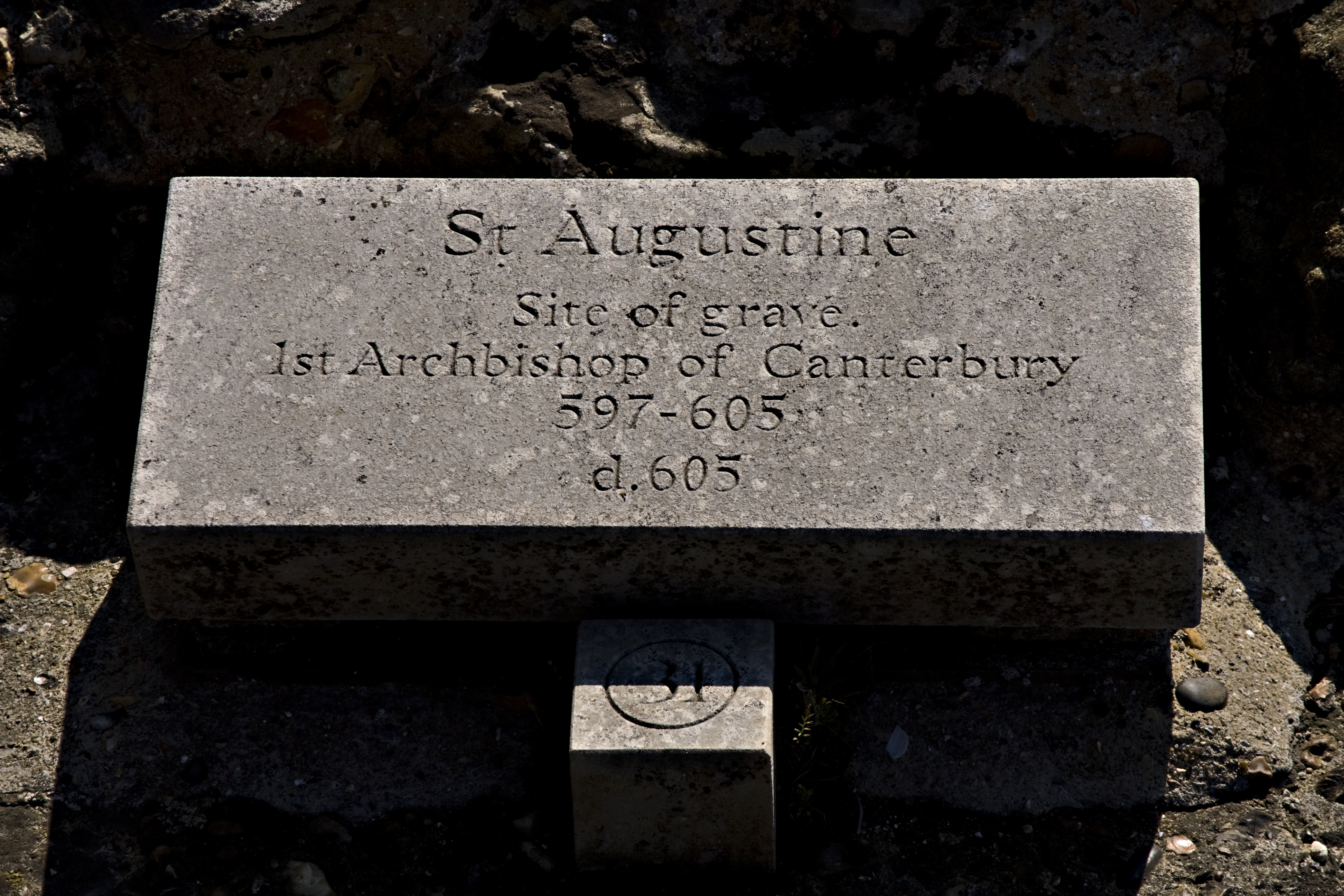
Marco sobre o túmulo de Agostinho, em Cantuária

Antes de sua morte, Agostinho consagrou Lourenço como seu sucessor ao arcebispado, provavelmente para garantir uma transição suave no cargo. Ainda que na época de sua morte, em 26 de maio de 604, a missão ainda mal tivesse passado das fronteiras de Câncio, seus esforços introduziram um estilo missionário mais ativo nas ilhas Britânicas. Apesar da presença prévia de cristãos na Irlanda e em Gales, eles não fizeram nenhum esforço para converter os invasores saxões. Já Agostinho estava focado em converter os descendentes destes invasores e, ao final, se tornou uma influência decisiva para o cristianismo da região. Muitos de seus sucessos só foram possíveis por conta da relação próxima com Etelberto, que deu ao arcebispado tempo para se consolidar. O exemplo de Agostinho também influenciou o grande esforço missionário da Igreja Anglo-Saxônica.
O corpo de Agostinho foi originalmente sepultado no pórtico do que hoje é a Abadia de Santo Agostinho, em Cantuária, mas foi posteriormente exumado e recolocado num túmulo dentro da igreja da abadia, que se tornou um local de peregrinação e veneração. Após a conquista normanda, o culto de Agostinho passou a ser ativamente promovido e o seu santuário passou a ter uma posição central entre as capelas laterais, ladeado por santuários de seus sucessores, Lourenço e Melito. O rei Henrique I da Inglaterra concedeu à abadia uma feira de seis dias a ser celebrada na época em que as relíquias foram transladadas para o seu novo santuário, de 8 a 13 de setembro, anualmente.
Uma Vita de Agostinho foi escrita por Goscelino por volta de 1090, mas ela retrata Agostinho de maneira diversa do relato de Beda. Ela tem pouco conteúdo histórico e se concentra principalmente nos milagres e em discursos imaginários. Elaborando sobre este mesmo relato, escritores posteriores continuaram a adicionar milagres e histórias à vida de Agostinho, geralmente fantasiosos. Entre eles está Guilherme de Malmesbury, que alega que Agostinho teria fundado a Abadia de Cerne, o autor (que geralmente acredita-se ser João Brompton) de uma crônica no período medieval tardio que contém cartas inventadas de Agostinho e diversos autores medievais que incluíram Agostinho em seus romances. Outros problemas em investigar o culto ao santo Agostinho é a confusão que resulta do fato de que a maior parte dos documentos litúrgicos medievais mencionando Agostinho não o distinguem de Agostinho de Hipona, um santo e escritor do século IV.
Durante a Reforma Inglesa, o santuário de Agostinho foi destruído e suas relíquias se perderam. Contudo, ele foi reconstruído em março de 2012 na igreja de Santo Agostinho em Ramsgate, Câncio, que está muito próxima do local de desembarque da missão. Uma cruz celta marca o local em Ebbsfleet, Câncio Oriental, onde se diz que Agostinho teria desembarcado, embora Alan Kay, numa entrevista à BBC em 2005, tenha afirmado que o local exato seria em algum ponto entre Stonar e Sandwich. Ainda de acordo com ele, Ebbsfleet não estava na costa no século VI e que a história do desembarque foi inventada em 1884 por um aristocrata vitoriano que precisava da publicidade para atrair clientes para suas recém-inauguradas casas de chá.